# مهلبية فرنسية

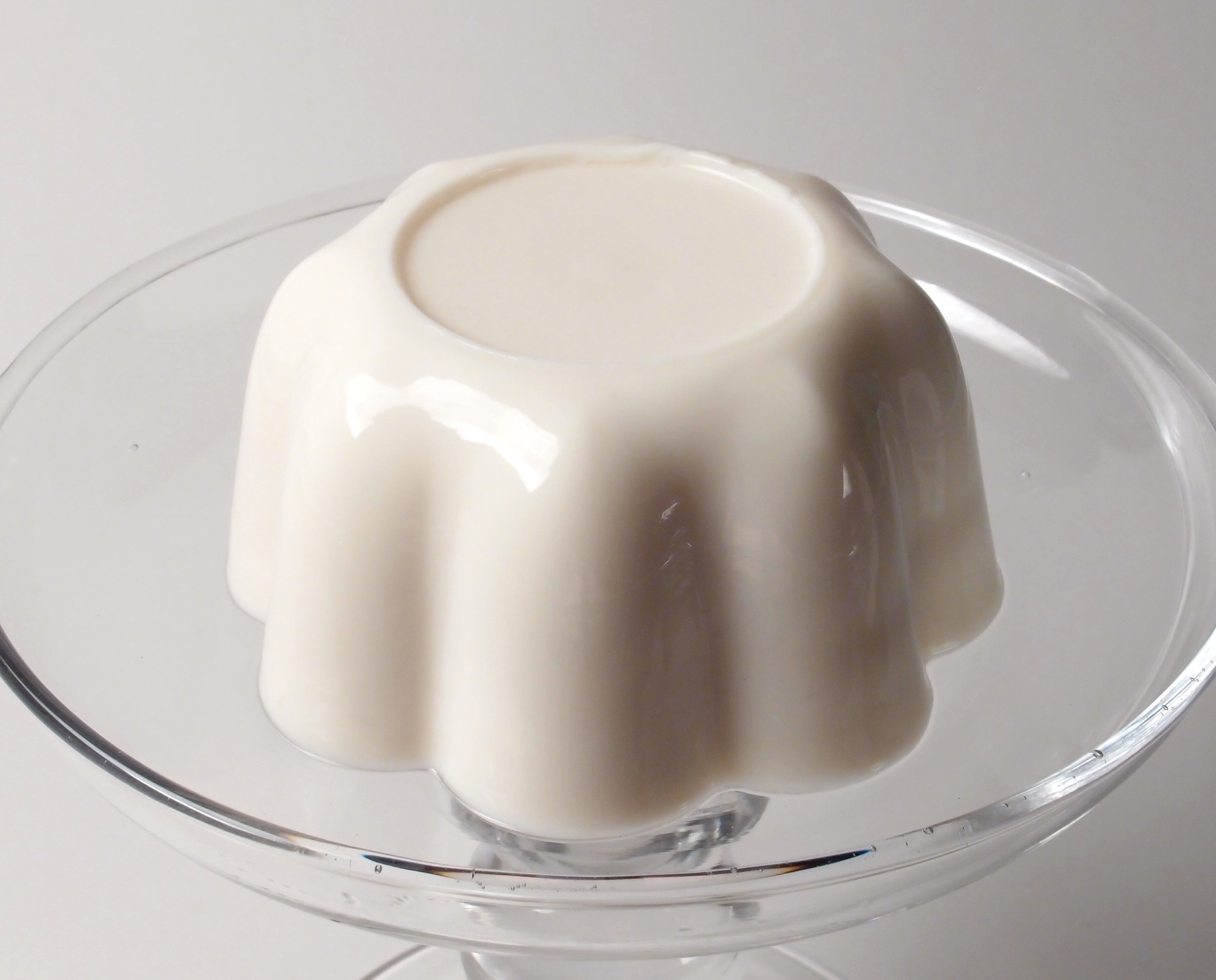
مهلبية

المُهلَّبيَّة الفرنسية هي حلوى فرنسية المنشأ، تُصنع عادةً من الحليب أو الكريمة مع السكر، ويُستخدم طحين الأرز والجيلاتين ونشا الذرة والطحلب الأيرلندي لتكثيف الخليط، وعادةُ ما تنكّه باللوز. مع إن لون المهلبية التقليدي هو الأبيض فقد تلون بألوان أخرى عادةً وتُحضر غالبًا في قالب وتُقدم باردة.
يوجد العديد من الحلويات المماثلة للمهلبية الفرنسية مثل الكريمة البافاري أو البافاروا للشيف الفرنسي ماري أنطوان، والبانا كوتا الإيطالية، والمهلبية الشرق أوسطية، وتوفو اللوز الصيني، والهوباي من هاواي وهو حلوى بودنغ مصنوعة من حليب جوز الهند، وتيمبليك من بورتوريكو.                                                                               
يعود الأصل التاريخي لهذا النوع من المهلبية إلى العصور الوسطى، وكانت تُعد وصفة طعام مثالية للمرضى لأنها كانت تتكون من الديك المُسمّن للأكل أو الدجاج، والحليب أو حليب اللوز، والأرز، والسكر. أمّا مهلبية صدر الدجاج التركية المكونة من الدجاج المبشور فتعد طبقًا معاصرًا مشابهًا للطبق الأوروبي في العصور الوسطى.

## تاريخيًا
يُعّد الأصل التاريخي للمهلبية الفرنسية مجهولًا، لكن يعتقد البعض أنها كانت نتيجة للطبق العربي المكون من الأرز واللوز في أوائل العصور الوسطى. مع ذلك، لا يوجد أي دليل على وجود أطباق عربية مماثلة في تلك الفترة، ومع أن المهلبية الفارسية مشابهة فإن أصولها غير مؤكدة. تظهر أشكال مختلفة للمهلبية الفرنسية في العديد من الثقافات الأوربية ذات أسماء وثيقة الصلة، مثل المهلبية الإيطالية biancomangiare))، والمهلبية الإسبانية (manjar blanco)، والعديد من الأطباق المشابهة التي وُجدت في مناطق أخرى من القارة الأوروبية بأسماء مختلفة، مثل العصيدة الدنماركية البيضاء في القرن الثالث عشر، وطبق blanc desirree الأنجلو-نورماني أو «الطبق السوري الأبيض»، والطبق الهولندي كاليج، من كولار اللاتينية التي كانت تعرف في اللغة الإنجليزية بـ cullis وفي اللغة الفرنسية بـ coulis، الذي كان تحضيره يعتمد أساسًا على الدواجن المطبوخة المُصفاة. وُجدت الوصفة الأساسية للمهلبية الفرنسية في أقدم كتاب طبخ دنماركي يعود لمؤلفه هنريك هاربسترونج الذي توفي عام 1244، وفقًا للكتاب يعود تاريخ الوصفة إلى القرن الثالث عشر على الأقل. ويعود الطبق الدنماركي لكتاب طبخ ألماني يُعتقد أنه يعتمد على وصفة لاتينة أو مخطوطة عامية من القرن الثاني عشر أو أقدم.
كان «الطبق الأبيض» وهو الاسم المستخدم بدلا عن الفرنسي (blanc mangier)، طبقًا خاصًا بالطبقة العليا إذ كان شائعًا في معظم القارة الأوروبية خلال العصور الوسطى وأوائل العصر الحديث. كان الطبق يحضّر بطرق ووصفات مختلفة عديدة في جميع أنحاء أوروبا، وكان من الأطباق العالمية القليلة في أوروبا خلال العصور الوسطى وأوائل العصور الحديثة. وقد ذُكر في مقدمة حكايات كانتربري لجيفري تشوسر، وفي كتاب الطبخ الذي كتبه طهاة ريتشارد الثاني في أوائل القرن الخامس عشر. كانت مكوناته الأساسية هي الحليب أو حليب اللوز والسكر والدجاج المبشور -عادةً الديك المسمّن للأكل- أو السمك وغالبًا ما يُمزج بماء الورد ودقيق الأرز ويُخلط في الحساء. وقد استُخدم حليب اللوز والسمك بدلًا من المنتجات الحيوانية الأخرى خلال أيام الصوم وكانت غالبًا ما تنكّه بالتوابل كالزعفران أو القرفة. يمكن استبدال الدجاج بأنواع أخرى من الطيور كالسمان أو الحجل. يعود استخدام التوابل في العصور الوسطى إلى كونها كانت تُعد من المكونات المرموقة.
كانت الأطباق ذات الألوان البيضاء الزاهية أحد أكثر أنواع الأطباق شيوعًا لكونها تهدف إلى الترفيه والبهجة بمظهرها المبهرج وبنكهاتها كذلك. وكانت تُقدم بشكل احتفالي أكثر بتلوينها بعناصر مختلفة في المناسبات الاحتفالية. كاللون الأصفر المحمر للزعفران، والأخضر للأعشاب المختلفة، واللون النبيذي لخشب الصندل. وكان التلوين الجزئي أي استخدام لونين متباينين ساطعين على لوحة واحدة شائعًا خصوصًا في فرنسا خلال القرن الرابع عشر.